# Estai

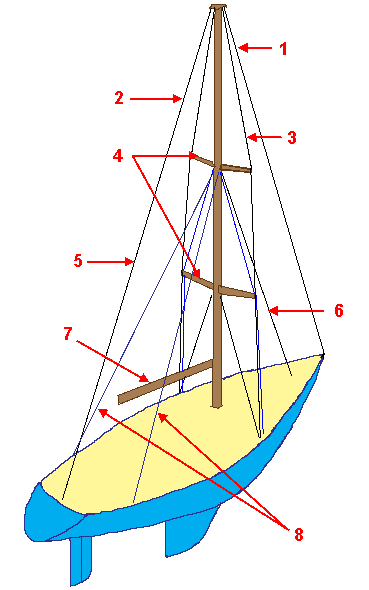
Els estais són els núm. 1 i 2

L'estai és l'element de l'aparell o de l'arboradura d'un veler que serveix per mantenir el masteler en posició vertical o subjectar lateralment el bauprès. Està constituït per qualsevol tipus de corda, filferro o cable metàl·lic de ferro o acer. En els vaixells de regata, quan es pot deixar anar opcionalment, s'anomena burda.
El mot té el seu origen etimològic en l'anglosaxó stag, del mateix significat.

## Tipus d'estais
Modernament, i depenent del tipus de nau i de la seva posició de l'element a l'embarcació, els estais es classifiquen de la següent manera:
- Estai de bec: estai petit situat a la part superior del pal.[3]

- Estai de cabeça: lligat al topall dels pals (mastelers) amb fermesa.[3][6]
- Estai de dins: en naus amb més d'un pal, suporta el masteler petit (masteleret) a l'altura de la testa del trinquet, i sobre el qual s'enverga el floc de dins.[3]
- Estai de fora: en naus amb més d'un pal, suporta el masteleret de la testa del masteler de trinquet, i sobre el qual s'enverga el floc de fora.[3]
- Estai de galop: en naus amb més d'un pal, darrer estai de l'arbre de trinquet, que es ferma pel cap superior prop de la galeta del pal i per l'inferior, prop de l'espigó del botaló de petifloc.[3]
- Estai de perilla: és el més alt de tota l'embarcació i comença a l'encapelladura superior.[5]
- Estai de proa: del masteler cap a la proa o cap les amures de la nau.[6] Si es subjecta a l'alçada de les creuetes altes per evitar la inclinació lateral del pal, rep el nom d'estai baix.[3]
- Estai de popa: del masteler cap a la popa de la nau.[3][6]
- Estai de violí: no és ferm en el botaló, sinó que està subjectat a la coberta (a poca distància del pal).[3] Passa per una creueta orientada cap a la proa i, fermat a un xunxo, té la finalitat d'evitar que part l'arbre es corbi cap a popa.[5][7]
- Estai major: que sosté el masteler principal.[5]
- Estai volant: fa referència a aquells estais no fixes, i que es poden afluixar en cas de conveniència.[6][5]
- Obenc: estai que subjecta el pal lateralment i que pot incorporar creuetes.[8]

### Estais d'embarcacions concretes
- Estai de contrafloc: des del botaló fins a la creueta del pal trinquet d'una pollacra goleta.[3]
- Estai de floc: va des de l'extrem del bauprès fins a la creueta del pal trinquet d'una pollacra goleta.[3]
- Estai de gàbia: suporta el pal de l'arbre mestre a l'altura de la gàbia en el cas de la fragata.[3]
- Estai de petifloc: va de l'extrem del botaló fins a la meitat del masteler del trinquet d'una pollacra goleta.[3]
- Estai triàtic: té una configuració horitzontal que, en una goleta o pailebot, uneix els tamborets des de l'arbre trinquet fins al de mitjana.[3]